# Губаз I

Лазика в IV—VI веках

Губаз I (Гобаз I; груз. გუბაზი, греч. Γουβάζης; вторая половина V века) — царь Лазики (Эгриси) (упоминается в 456 и 465/466 годах).

## Биография
Основными нарративными источниками о жизни царя Губаза I являются фрагменты «Готской истории» Приска Панийского, «Житие Даниила Столпника» и «Жизнь Вахтанга Горгасала» Джуаншера Джуаншериани.
О происхождении царя Губаза I ничего не известно. Также неизвестна и дата его восшествия на престол: предполагается, что к моменту своего первого упоминания в исторических источниках в 456 году он уже некоторое время правил Лазикой. В середине V века это царство было одним из сильнейших государств Закавказья. Расцвет Лазики начался в конце IV века, после того как Византийская империя, лишённая в 387 году возможности влиять на ситуацию в Великой Армении, для противостояния Сасанидскому Ирану была вынуждена искать новых союзников в этом регионе. Таким союзником стала Лазика, под контролем правителей которой находились несколько стратегически важных для византийцев проходов через Кавказские горы. О степени влияния Византии на внутренние дела Лазики точно неизвестно, но предполагается, что её правители были скорее союзниками византийцев, чем просто подчинёнными императорам ставленниками. Благодаря поддержке Византии, царям Лазики удалось значительно расширить территорию своих владений (в том числе, за счёт Иберии), подчинив своей власти сванов и часть абазгов.
Несмотря на столь тесные отношения с Византией, в 456 году Губаз I попытался избавиться от опеки со стороны императора Маркиана. Вероятно, решив воспользоваться трудностями Византии, подвергавшейся в это время нападениям гуннов и страдавшей от межконфессиональных конфликтов, правитель Лазики стал проводить самостоятельную внешнюю и внутреннюю политику, одним из проявлений которой стало провозглашение им своего сына Цатэ царём-соправителем. Византийцы расценили эти действия Губаза I как мятеж. По свидетельству Приска Панийского, в Лазику было направлено войско, нанёсшее лазам поражение в сражении. Хотя о ходе военных действий античные авторы не передают больше никаких подробностей, современные историки соотносят с этим походом установленное в ходе археологических раскопок разрушение лазской столицы, города Археополиса. После возвращения византийского войска на территорию империи, Губаз I попытался заключить союз с правителем Сасанидского Ирана шахом Йездегердом II, но тот, ведя в это время тяжёлую войну с эфталитами, отказал царю в помощи. Оставшемуся без союзников правителю Лазики пришлось вступить в переговоры с императорским двором. Византийцы объявили Губазу, что условиями заключения мира между двумя странами должны стать восстановление Лазикой своей зависимость от Византии, прибытие царя в столицу империи для объяснения своих действий, а также отречение одного из лазских правителей от трона. Губаз I был вынужден согласиться на бо́льшую часть византийских требований, вновь признав над собой власть византийского императора и отречась от престола в пользу сына Цатэ. Однако он отказался приехать в Константинополь, потребовав от императора прежде клятвенных гарантий своей безопасности. В качестве нового посла Маркианом в Лазику был отправлен дипломат Дионисий, благодаря усилиям которого византийско-лазский конфликт был улажен.
Поражение в войне с Византией значительно ослабило Лазское царство. Этим поспешили воспользоваться соперники лазов иберийцы. В сочинении Джуаншера Джуаншериани содержатся свидетельства о совершённых примерно в это время Вахтангом I Горгасали двух успешных походах против лазов, в результате которых царю Иберии удалось отторгнуть от Лазики земли сванов и абазгов.
Следующее сообщение о Губазе I датируется уже концом 465 или началом 466 года, когда он вместе с дипломатом Дионисием прибыл в Константинополь для решения новых спорных вопросов между Лазикой и Византией. В каком качестве приехал Губаз в столицу империи, как лазский царь или только как представитель своего сына, неизвестно. Сначала император Лев I Макелла и его придворные отнеслись к Губазу очень настороженно, потому что в обыденной жизни он вёл себя так, как вели себя персы. Однако впоследствии Губазу удалось склонить их на свою сторону «ласковыми словами и ношением на себе христианских символов». Собираясь посетить с паломничеством святого Даниила Столпника, император Лев взял Губаза с собой. Во время этой поездки при посредничестве Даниила были урегулированы все разногласия между лазами и византийцами. Житие святого сообщает, что Губаз выказывал огромное почтение Даниилу, а после возвращения на родину неоднократно направлял святому благочестивые послания. На основании этого современные историки считают царя Губаза I первым христианским правителем Лазики, известным по имени. Возвратившись вместе со Львом I в Константинополь, Губаз полностью оправдался перед императором и был беспрепятственно отпущен на родину.
О дальнейшей судьбе Губаза I ничего не известно. Возможно, он был ещё жив, когда в 468 году произошла новая война за контроль над землями сванов между Лазикой и союзом Иберии и Сасанидского Ирана. Следующим правителем Лазики, о котором имеются достоверные сведения в исторических источниках, был царь Дамназ, упоминаемый в первой четверти VI века.